# Спермосфера
У ботаніці, спермосфера — це зона в ґрунті, що оточує насіння під час його проростання. Це невеликий об’єм з радіусом, можливо, 1 см, але залежить від типу насіння, різновиду ґрунтових мікроорганізмів, рівня вологості ґрунту та інших факторів. Усередині спермосфери між ґрунтом, мікробіомом та насінням, що проростає відбувається низка складних взаємодій. Оскільки проростання — це короткий процес, спермосфера є тимчасовою, але вплив мікробної активності в спермосфері може мати сильний і довготривалий вплив на рослину, що розвивається.
Насіння виділяє різні молекули, які впливають на мікробні угруповування, які оточують його, й пригнічують або стимулюють їхній ріст. Склад виділень змінюється залежно від виду рослин і таких властивостей ґрунту, як його pH і вологомісткість. Завдяки цим біохімічним ефектам, спермосфера розвивається як низхідному напрямку й утворює ризосферу (після появи  зародкового корінця рослини), так і в висхідному напрямку й утворює леймосферу, яка є ґрунтом, що оточує стебло рослини, що росте.